# Мольфе
Мольфе́ (фр. Molphey) — коммуна во Франции, находится в регионе Бургундия. Департамент коммуны — Кот-д’Ор. Входит в состав кантона Сольё. Округ коммуны — Монбар.
Код INSEE коммуны — 21422.

## Население
Население коммуны на 2010 год составляло 148 человек.
| 1962 | 1968 | 1975 | 1982 | 1990 | 1999 | 2010 |
| ---- | ---- | ---- | ---- | ---- | ---- | ---- |
| 172  | 132  | 144  | 124  | 136  | 140  | 148  |

## Экономика
В 2010 году среди 98 человек трудоспособного возраста (15—64 лет) 65 были экономически активными, 33 — неактивными (показатель активности — 66,3 %, в 1999 году было 70,4 %). Из 65 активных жителей работали 56 человек (33 мужчины и 23 женщины), безработных было 9 (3 мужчин и 6 женщин). Среди 33 неактивных 9 человек были учениками или студентами, 12 — пенсионерами, 12 были неактивными по другим причинам.